# Perlis
Perlis (Jawi ﭬﺮليس; eigentlich: Perlis Indera Kayangan) ist der nordwestlichste und flächenmäßig kleinste Bundesstaat Malaysias.
Der landwirtschaftlich geprägte Bundesstaat mit einer Fläche, die ungefähr der Größe Hamburgs entspricht, gehört zu den weniger gut entwickelten Gebieten Malaysias.

## Lage und Geografie
Perlis liegt an der Westküste der Malaiischen Halbinsel an der Straße von Malakka. Im Nordwesten, Norden und Nordosten grenzt es an das Nachbarland Thailand, im Südosten und Süden an den malaysischen Bundesstaat Kedah. Es besteht vor allem aus dem durch den Perlis zur Andamanensee entwässerten Küstentiefland. Die Bewohner betreiben Reisanbau und Fischerei, im Norden des Bundesstaates auch Zinnerz-Bergbau.

## Bevölkerung
Die Einwohnerzahl beträgt 284.885 (Stand: 2020). 2010 hatte Perlis 231.541 Einwohner (Stand: 2010).
Den größten Teil der Einwohner stellen Malaien (78 %) und Chinesen (17 %). Die Hauptstadt Kangar hat rund 50.000 Einwohner.

## Geschichte
Perlis war ursprünglich Teil von Kedah, stand zwischenzeitlich aber auch unter der Herrschaft von Siam und Aceh. Durch die Eroberung Kedahs durch die Siamesen 1821 fühlten sich die Briten im benachbarten Perak bedroht. 1826 schlossen beide Parteien den Burney-Vertrag, der die jeweiligen Gebietsansprüche sicherte.
Ahmad, der Sultan von Kedah, widersetzte sich zwölf Jahre lang diesem Vertrag, unterwarf sich aber schließlich den neuen Herrschern und durfte seine Regentschaft fortsetzen. Sein Enkel Syed Hussain Jamalulail wurde Raja des zu dieser Zeit neu gebildeten Perlis, mit Sitz in Arau. Seine Nachfahren tragen diesen Titel noch heute.
1909 wurde Siam gezwungen, seine südlichen Gebiete an Großbritannien abzugeben, darunter auch Perlis, das – als Teil der Unfederated Malay States – britisches Protektorat wurde. Während des Zweiten Weltkriegs wurde es von den Japanern im Oktober 1943 an Thailand zurückgegeben, geriet nach Kriegsende aber als Teil der malaiischen Union wieder unter britische Herrschaft. 1957 kam Perlis zur Föderation Malaya und ist seit 1963 Teil von Malaysia.